# Wouter Hamel

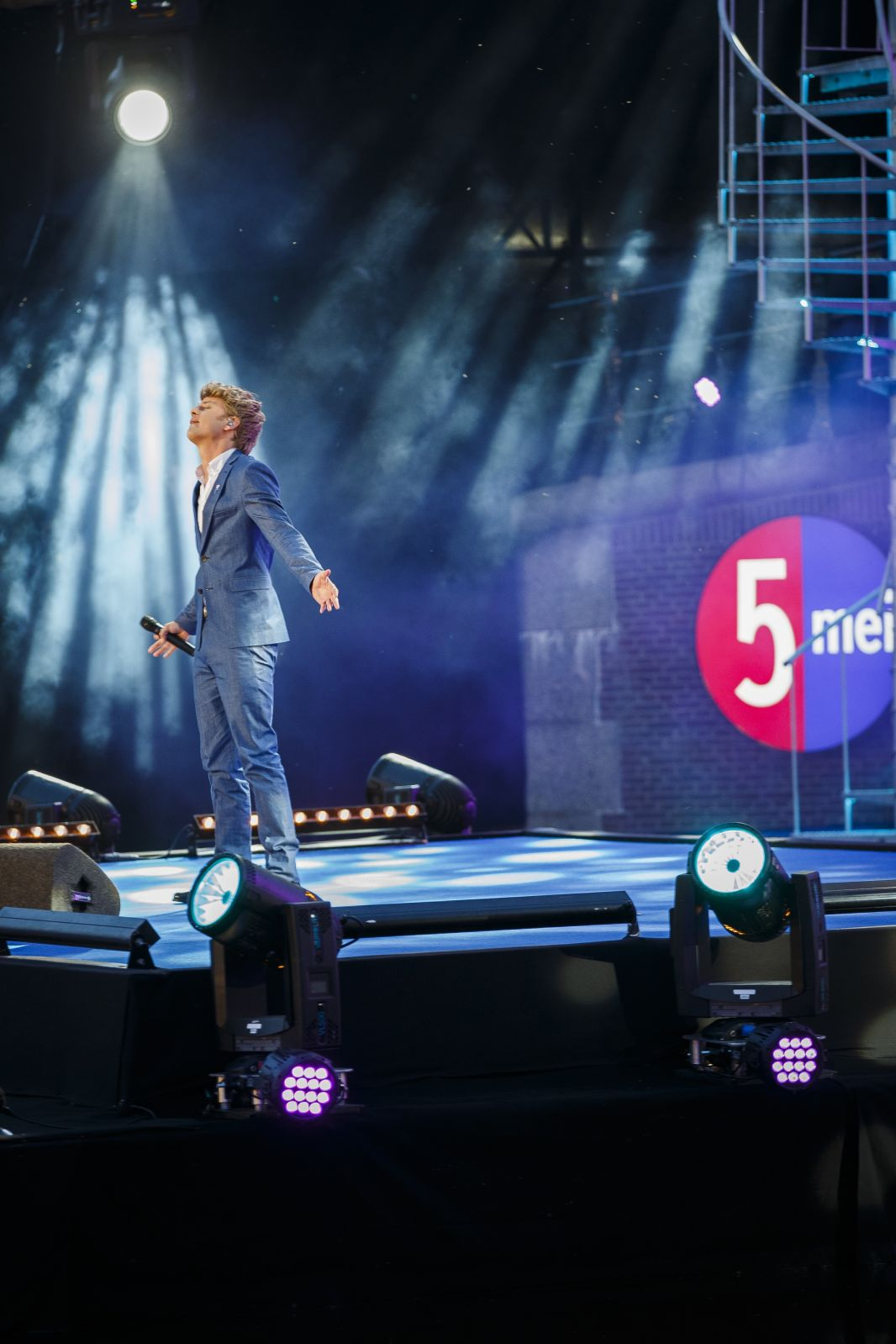
Hamel op het 5 mei-concert 2014
(foto: Nationaal Comité 4 en 5 mei)

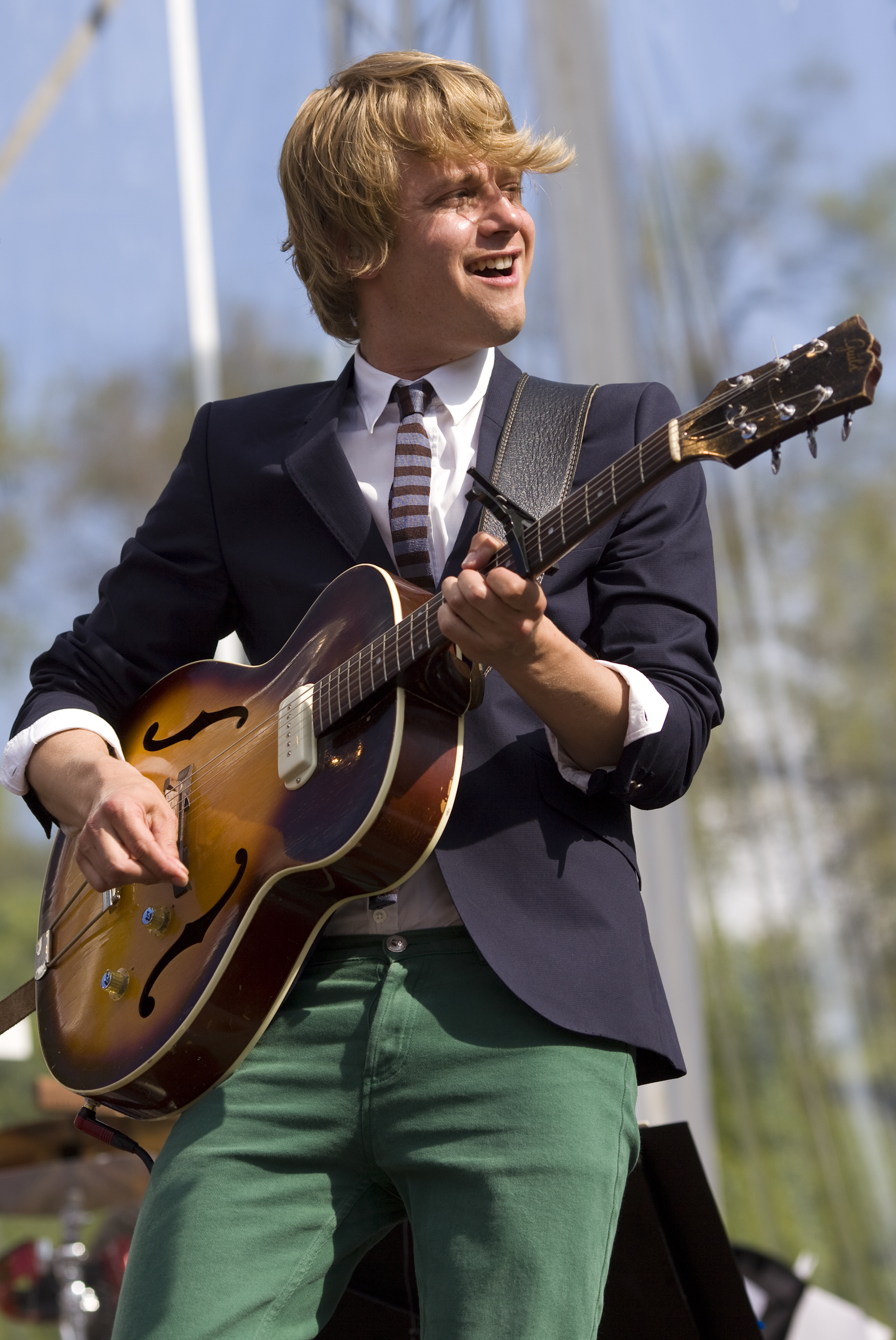
Wouter Hamel tijdens Nationaal Concert in Park Sonsbeek in 2010

Wouter Hamel (Den Haag, 19 mei 1977) is een Nederlandse jazz- en popartiest.

## Levensloop
Hamel studeerde aan de Hogeschool voor de Kunsten Utrecht 'Lichte Muziek en Zang' en hield zijn eindexamenconcert in 2001. Na het winnen van het Nederlands Jazz Vocalisten Concours in 2005 was hij te zien op televisie in verschillende programma's, onder andere in Barend & Van Dorp, Mooi! Weer De Leeuw, De Wereld Draait Door, Pauw & Witteman en Linda's Zomerweek.
Hamel kwam in contact met platenmaatschappij Dox Records en producer Tim van Berkenstein (Benny Sings) en in 2007 lag zijn eerste album in de winkel: Hamel. Dit album won de Essent Awards, De Eerste Prijs en de Zilveren Harp. In november van 2007 kwam het album ook in Japan uit. Het jaar erop toerde Hamel met zijn band door Japan.
In februari 2008 ontving Hamel een gouden plaat voor het album, dat ook in Zuid-Korea werd uitgebracht.
In juli 2008 trad Hamel op in het Rotterdamse voetbalstadion De Kuip als voorprogramma voor Doe Maar. Ook maakte hij twee clubtournees en scoorde hij eind 2008 een radiohit met As long as we're in love, een duet met Giovanca. Hierna werkten Hamel en band aan de cd Nobody's tune, die in 2009 verscheen. Op 1 juni 2009 ontving Hamel in het programma Knevel & Van den Brink een gouden plaat (15.000 verkochte cd's) voor Nobody's tune. Dit album werd wederom uitgebracht in Japan en daarnaast ook in Korea.
Begin 2010 maakte Hamel een tour door Engeland, waarbij hij onder andere de steden Londen, Manchester en Glasgow bezocht. In maart 2011 nam hij zijn derde album Lohengrin op, dat uitkwam in september van dat jaar. In 2012 speelde Hamel in Duitsland, onder meer in het voorprogramma van Caro Emerald. In oktober 2012 kwam Lohengrin uit in Frankrijk.
In de lente van 2014 verscheen het album Pompadour. Op 5 mei 2014 trad Hamel op tijdens het Bevrijdingsconcert op de Amstel en in 2015 bij het nationale herdenkingsconcert Bridge to Liberation Experience. Hamels vijfde album, Amaury, werd uitgebracht in 2017.
In 2022 was Hamel te zien als secret singer in het televisieprogramma Secret Duets.

## Band
- Wouter Hamel (zang, akoestische gitaar, Wurlitzer)
- Rory Ronde (elektrische gitaar)
- Sven Happel (bas)
- Jasper van Hulten (drums)
- Thierry Castel (toetsen)
- Gijs Anders van Straalen (percussie)
- Benjamin Herman (saxofoon, fluit)
- Mark van Kersbergen[2] (drums, vervanger)

## Overzicht
- 2005: Nederlands Jazz Vocalisten Concours
- 2006: Nominatie Deloitte Jazz Award
- 2007: Album Hamel (Nederlandse uitgave)
- 2007: Nominatie voor Edison People's Choice Award
- 2007: De Eerste Prijs[3]
- 2007: Album Hamel (Japanse uitgave)
- 2007: Originele Rembrandt Award voor Hamel
- 2008: Essent Award op popmuziekfestival Noorderslag
- 2008: Album Hamel, gouden plaat (15.000 cd's verkocht)
- 2008: Zilveren Harp
- 2008: Nominatie 3FM Award (beste nieuwkomer, beste zanger)
- 2008: Album Hamel (Koreaanse uitgave)
- 2009: Theatertournee door 40 steden
- 2009: Album Nobody's tune in Nederland en Japan
- 2009: Album Hamel in Taiwan
- 2009: Tournee door Azië (mei-juni, onder meer in Korea en Japan)
- 2010: Album Nobody's tune, platina (60.000 cd's verkocht)
- 2011: Album Lohengrin
- 2014: Album Pompadour
- 2017: Album Amaury
- 2019: Album Boystown

## Discografie

### Albums
| Album met eventuele hitnotering(en) in de Nederlandse Album Top 100 | Datum van verschijnen | Datum van binnenkomst | Hoogste positie | Aantal weken | Opmerkingen |
| ------------------------------------------------------------------- | --------------------- | --------------------- | --------------- | ------------ | ----------- |
| Hamel                                                               | 2007                  | 10-03-2007            | 13              | 64           | Goud        |
| Nobody's tune                                                       | 29-01-2009            | 31-01-2009            | 4               | 48           | Platina     |
| Lohengrin                                                           | 23-09-2011            | 01-10-2011            | 6               | 24           | als Hamel   |
| Pompadour                                                           | 02-04-2014            | 12-04-2014            | 16              | 5            |             |
| Amaury                                                              | 04-08-2017            | 12-08-2017            | 37              | 2            |             |

| Album met hitnotering(en) in de Vlaamse Ultratop 200 albums | Datum van verschijnen | Datum van binnenkomst | Hoogste positie | Aantal weken | Opmerkingen |
| ----------------------------------------------------------- | --------------------- | --------------------- | --------------- | ------------ | ----------- |
| Amaury                                                      | 2017                  | 12-08-2017            | 190             | 1            |             |

### Singles
| Single met eventuele hitnotering(en) in de Nederlandse Top 40 | Datum van verschijnen | Datum van binnenkomst | Hoogste positie | Aantal weken | Opmerkingen                                |
| ------------------------------------------------------------- | --------------------- | --------------------- | --------------- | ------------ | ------------------------------------------ |
| As long as we're in love                                      | 2007                  | -                     |                 |              | met Giovanca / Nr. 58 in de Single Top 100 |
| In between                                                    | 2009                  | -                     |                 |              | Nr. 85 in de Single Top 100                |

### Dvd's
| Dvd's met hitnoteringen in de Nederlandse Music Top 30 | Datum van verschijnen | Datum van binnenkomst | Hoogste positie | Aantal weken | Opmerkingen |
| ------------------------------------------------------ | --------------------- | --------------------- | --------------- | ------------ | ----------- |
| One more time on the Merry-Go-Round                    | 2010                  | 25-12-2010            | 30              | 1            | als Hamel   |